# Giardini di Mirò
I Giardini di Mirò sono stati un gruppo musicale indie rock italiano, proveniente dalla cittadina di Cavriago, in provincia di Reggio Emilia.
La formazione comprendeva Jukka Reverberi (chitarra, voce), Corrado Nuccini (chitarra, voce), Luca Di Mira (tastiere) e Mirko Venturelli (basso, clarino, sax), Emanuele Reverberi (violino, tromba). In passato il batterista era Lorenzo Lanzi, sostituito dal 2003 da Francesco Donadello, dal 2011 da Andrea Mancin, dal 2013 Lorenzo Cattalani.

## Storia del gruppo

### Esordi
Nel periodo tra il 1993 e il  1995 Corrado Nuccini e Giuseppe Camuncoli, oggi noto fumettista, formano la band. Questo accade durante i viaggi in treno da Reggio Emilia a Bologna dove i due frequentano la facoltà di Lettere e Filosofia. Dopo qualche anno si aggiunge al gruppo Luca di Mira. La storia dei Giardini di Mirò inizia però nel 1998, in seguito all'ingresso in formazione di Jukka Reverberi ed in seguito di Mirko Venturelli, la band registra il primo demo autoprodotto, dal titolo GDM?. Il CD viene esaurito in poco tempo e verrà poi ristampato dalla tedesca Friction Friction. Si fanno così conoscere ed apprezzare dal pubblico anche oltre i confini nazionali.
Tornano in studio per incidere l'EP Iceberg, pubblicato nel 1999. Il disco viene diffuso addirittura negli Stati Uniti, dove viene ristampato dalla label californiana Zum. I Giardini di Mirò così iniziano un'attività live molto intensa, che li porta a suonare insieme ad ensemble come Godspeed You Black Emperor!, Billy Mahonie, Unwound, Karate.

### Anni 2000
Nel 2000 entra ufficialmente in formazione il violinista e trombettista Manuele Reverberi. Nello stesso anno esce lo split album realizzato col musicista d'avanguardia australiano Pimmon.
Il gruppo lavora poi all'album Rise and Fall of Academic Drifting: registrato presso lo studio Alpha Earthbase di Firenze, il disco viene pubblicato all'inizio del 2001 dall'etichetta Homesleep, fondata da Matteo Agostinelli, leader degli Yuppie Flu che presta anche la sua voce in "Pet Life Saver" mentre il cantante inglese Paul Anderson dei Tram canta Little Victories.
La musica dei GDM si fa apprezzare anche grazie alla pubblicazione di un nuovo EP, dal titolo The Soft Touch e dalla sua rilettura elettronica ad opera di altri musicisti e chiamata The Academic Rise Of Falling Drifters (entrambe pubblicate nel 2002).
Nel 2003 viene pubblicato il singolo Revolution On Your Pins!, che anticipa l'album Punk... Not Diet!, nel quale i brani sono cantati da Alessandro Raina, futuro leader degli Amor Fou.
Nei primi mesi del 2004 il gruppo parte in tour, mentre l'etichetta Gamma Pop ristampa il primo demo e l'EP Iceberg in un unico CD. Nel frattempo esce pure Hits For Broken Hearts And Asses, che contiene i primi brani del gruppo in versione rimasterizzata.  Sempre in quel periodo, inoltre, Lorenzo diventa padre e preferisce cedere la batteria a Francesco Donadello.
Nel 2005 curano la colonna sonora del film Sangue - La morte non esiste diretto da Libero De Rienzo e interpretato da Elio Germano.
Dopo alcune collaborazioni (come produttori per gli olandesi Zucchini Drive, poi con Markus Acher dei Notwist, Alias, Populous ed altri), il 28 dicembre 2005 la band torna a registrare per un nuovo disco. Intanto Luca di Mira realizza un album solista a nome Pillow dal titolo Flowing Seasons e Corrado Nuccini pubblica "Matters of Love and death".
Nel febbraio del 2007 esce il terzo album Dividing Opinions, in cui collaborano Apparat, Glenn Johnson dei Piano Magic e Clancy (Settlefish). Nei mesi successivi la band partecipa a diversi festival musicali (Pensiero stupendo, Sherwood Festival, Spaziale Festival 2007) e in estate, dopo la pubblicazione del video di Dividing Opinions, intraprende un lungo tour promozionale.
Nello stesso anno il gruppo presenta Il fuoco, sonorizzazione della colonna sonora del film muto omonimo, diretto da Giovanni Pastrone e risalente al 1915, grazie alla collaborazione tra GDM, Museo del Cinema di Torino. Nel frattempo Jukka collabora con gli Offlaga Disco Pax all'interno dell'album Bachelite.
Il 31 dicembre 2007 la band rilascia in free download l'EP New Year's Eve EP, in cui sono presenti un inedito (No one's to blame in collaborazione con Paul Anderson) e 4 remix di brani estratti da Dividing Opinions ad opera di diversi gruppi ed artisti.
Nato come colonna sonora, Il fuoco viene pubblicato come album vero e proprio dopo l'estate del 2009 da Unhip Records. Dal 9 ottobre la band gira in tour per l'Italia fino al gennaio 2010.

### 2010-2024
Il 25 aprile 2010 la band si esibisce a Carpi e partecipa al disco-progetto Materiali resistenti. Inoltre partecipa a una serie di festival musicali, tra cui Handmade Indie Fest, MI AMI Festival e Indipendelta. In novembre partono per il Das Feuer Tour, che li porta ad esibirsi all'estero e in particolare in Svizzera, Belgio e Germania.
Nel marzo 2011 la band inizia le registrazioni del successivo disco presso l'Igloo Audio Factory di San Prospero di Correggio, in provincia di Reggio Emilia. Nel frattempo riprendono i progetti paralleli dei vari membri del gruppo: Jukka scrive il secondo disco dei Crimea X, mentre Luca è impegnato nel missaggio del suo secondo lavoro come Pillow.
Il 23 marzo 2012 esce Good Luck, disco pubblicato da Santeria e a cui hanno collaborato anche Sara Lov dei Devics, Andrea Sologni dei Gazebo Penguins, Angela Baraldi e Stefano Pilia dei Massimo Volume. Il disco viene diffuso all'estero dall'etichetta berlinese City Center Office. Nel periodo marzo-maggio 2012 la band intraprende un tour promozionale.
Poco tempo dopo partecipano alla compilation Heart Quake, realizzata per raccogliere fondi in favore dei cittadini emiliani colpiti dal terremoto dell'Emilia.
A sei mesi di distanza da Good Luck, i GDM pubblicano l'EP Unluck, contenente tre tracce. Il 13 marzo 2013 si avviano in un tour "intimista" in una formazione a quattro, con l'ingresso di Laura Loriga.
Nel 2014 tornano con un disco dal titolo "Rapsodia Satanica", è un album che contiene le musiche originali che prendono ispirazione dall'omonimo film di Nino Oxilia, realizzato nel 1917 ed interpretato dalla diva del cinema muto Lyda Borelli.
Il 30 novembre 2018 esce Different Times, settimo album di inediti, prodotto da Giacomo Fiorenza e pubblicato per 42 records.
Il 23 novembre 2024 comunicano di aver sospeso le attività.

## Genere
La musica del gruppo vive di influenze anglosassoni, in particolar modo si rifanno al post rock per arrivare poi ad un suono che è un mix di psichedelia, shoegaze, dream pop, noise, post punk, musica d'autore e molto altro.

## Collaborazioni
Il gruppo ha collaborato con molti musicisti, da Sara Lov a Hood, Alessandro Raina, Dntel, Alias, Hermann & Kleine, Styrofoam, Apparat, Piano Magic, Isan, Paul Anderson, e molti altri.

## Formazione

### Ultima formazione
- Jukka Reverberi - voce, chitarra elettrica, live electronics, basso elettrico  (1996-2024)
- Corrado Nuccini - voce e chitarra elettrica (1995-2024)
- Luca Di Mira - tastiere (1995-2024)
- Andrea Scarfone - basso elettrico, OP-1 (2020-2024)
- Emanuele Reverberi - violino, tromba e live electronics (2000-2024)
- Lorenzo Cattalani - batteria (2013-2024)

### Ex componenti
- Giuseppe Camuncoli - voce (1995- 1998)
- Alessandro Raina - voce (2003, solo per l'album Punk... Not Diet!)
- Lorenzo Lanzi - batteria, percussioni (1998-2003)
- Francesco Donadello - batteria, live electronics, programming (2003-2011)
- Andrea Mancin - batteria (2011-2013)
- Mirko Venturelli - basso elettrico, clarinetto, sax (1997-2020)

## Discografia

### Album in studio
- 2001 - Rise and Fall of Academic Drifting (Homesleep)
- 2003 - Punk... Not Diet! (Homesleep/2nd rec)
- 2007 - Dividing Opinions (Homesleep/2nd rec)
- 2009 - Il Fuoco (Unhip records/City Centre Offices)
- 2012 - Good Luck (Santeria/Audioglobe/City Centre Offices)
- 2014 - Rapsodia satanica (Santeria/Audioglobe)
- 2018 - Different Times (42 Records)

### Colonne sonore
- 2006 - Sangue - La morte non esiste

### Raccolte/Remix
- 2002 - The Academic Rise of Falling Drifters (Homesleep/2nd rec)
- 2004 - Hits for Broken Hearts and Asses (2nd rec)
- 2006 - North Atlantic Treaty of Love (2nd rec)

### EP/Mini-album
- 1998 - GDM? (autoprodotto/Fiction.Friction)
- 1999 - Iceberg EP (Gammapop/Zum)
- 2002 - The Soft Touch EP (Homesleep)
- 2012 - Unluck EP (Secret Furry Hole)

### Singoli/Split
- 2000 - GDM vs. Pmn 10" (2nd rec)
- 2002 - Split GDM/Deep End 10" (Love Boat)
- 2002 - Split GDM/Yuppie Flu - Heidi Whiskey 28 7" (Jonathan Whiskey)
- 2003 - Revolution on Your Pins! (Homesleep/2nd rec)
- 2005 - Boys Scarves Are a Guide to Rebellion 7" (Earsugar)
- 2006 - North Atlantic Treaty of Love pt.1 (2nd rec)
- 2006 - North Atlantic Treaty of Love pt.2 (2nd rec)

### Compilation
- 2010 - Bufera in Materiali resistenti